# Миддлдитч, Томас
Томас Стивен Миддлдитч (англ. Thomas Steven Middleditch; род. 10 марта 1982, Нельсон, Канада) — канадский актёр, комик и сценарист. Наиболее известен по роли Ричарда Хендрикса в телесериале «Кремниевая долина», принёсшую ему номинацию на прайм-таймовую премию «Эмми» в 2016 году.

## Жизнь и карьера
Томас Стивен Миддлдитч родился в Нельсоне, Канада. В школьные годы он был застенчивым и подвергался травле, но всё изменилось в восьмом классе, когда он получил роль в школьной пьесе. Это событие стало поворотным моментом в его жизни, и вскоре он стал известен своим чувством юмора, даже был выбран выпускником класса.
После школы Миддлдитч поступил в Университет Виктории, а затем переехал в Торонто, где был принят в колледж Джорджа Брауна. Однако он никогда не посещал занятия, предпочитая работать в магазине одежды и заниматься импровизацией. Впоследствии он переехал в Чикаго, где обучался и выступал в The Second City и iO Theater.
Миддлдитч переехал в Нью-Йорк после неудачной попытки попасть в шоу «Saturday Night Live», но его выступление на прослушивании привлекло внимание NBC, что привело к контракту с сетью. В Нью-Йорке он начал сниматься в различных рекламных роликах и получать небольшие роли в кино и на телевидении. Его первым крупным успехом стала роль в фильме «Отчаянные головы» (2009), а затем он получил регулярную роль в веб-сериале «Джейк и Амир».
В 2014 году Миддлдитч получил главную роль Ричарда Хендрикса в сериале HBO «Кремниевая долина». Этот проект принес ему широкую известность и номинацию на премию «Эмми» за лучшую мужскую роль в комедийном сериале. Среди других его заметных работ – озвучка персонажа Гарольда Хатчинса в анимационном фильме «Капитан Подштанник: Первый эпический фильм» (2017) и роли в фильмах «Волк с Уолл-стрит» (2013) и «Zомбилэнд: Контрольный выстрел» (2019).
В апреле 2020 года он вместе с Беном Шварцем выпустил на Netflix импровизационное шоу «Миддлдич и Шварц». В октябре 2020 года Миддлдитч начал играть главную роль в комедийном сериале CBS «Третья положительная», созданном Чаком Лорри.

## Личная жизнь
В июне 2015 года, Миддлдитч обручился с дизайнером костюмов Молли Гейтс, а 22 августа 2015 года они поженились. В 2019 году он заявил, что они находятся в открытых отношениях. В мае 2020 года пара рассталась, а в апреле 2021 года их развод был завершен. В январе 2022 года Миддлдитч получил американское гражданство.

## Фильмография
| Год          |   | Русское название                   | Оригинальное название          | Роль                |
| ------------ | - | ---------------------------------- | ------------------------------ | ------------------- |
| 2009         | ф | Нянька по вызову                   | The Rebound                    | Меверик             |
| 2009         | ф | Отчаянные головы                   | Splinterheads                  | Джастин Фрост       |
| 2011         | ф | Быть Флинном                       | Being Flynn                    | Ричард              |
| 2012         | ф | Грязная кампания за честные выборы | The Campaign                   | Тревис              |
| 2012         | ф | Миллион для чайников               | The Brass Teapot               | Гилад               |
| 2012         | ф | Коротышка                          | Fun size                       | Фуззи               |
| 2013         | ф | Короли лета                        | The Kings of Summer            | полицейский-новичок |
| 2013         | ф | Волк с Уолл-стрит                  | The Wolf of Wall Street        | брокер              |
| 2013         | ф | Поженить Бэрри                     | Someone Marry Barry            | Курт                |
| 2013—2013    | с | Офис                               | The Office                     | Джеб Шрут           |
| 2014—2019    | с | Кремниевая долина                  | Silicon Valley                 | Ричард Хендрикс     |
| 2014         | ф | Любовный переполох                 | Search Party                   | Нардо               |
| 2015         | ф | Бронза                             | The Bronze                     | Бен Лоуфорт         |
| 2015         | ф | Последние девушки                  | The Final Girls                | Дункан              |
| 2016         | ф | Под прикрытием                     | Going Under                    |                     |
| 2016         | ф | Джоши                              | Joshy                          |                     |
| 2017         | ф | Его собачье дело                   | Once Upon a Time in Venice     |                     |
| 2018         | ф | Ты водишь!                         | Tag                            | Дейв                |
| 2018         | ф | Репродукция                        | Replicas                       | Эд Уиттл            |
| 2019         | ф | Годзилла 2: Король монстров        | Godzilla: King of the Monsters | Сэм Коулман         |
| 2019         | ф | Zомбилэнд: Контрольный выстрел     | Zombieland: Double Tap         | Флагстафф           |
| 2020 — н. в. | с | Третья положительная               | B Positive                     | Дрю Данбар          |